# Lethe alberta
Lethe alberta är en fjärilsart som beskrevs av Butler 1871. Lethe alberta ingår i släktet Lethe och familjen praktfjärilar. Inga underarter finns listade i Catalogue of Life.